# Sternenberg (Wuppertal)
Sternenberg war eine Ortslage im Norden der bergischen Großstadt Wuppertal, die in den 1960er Jahren wüst gefallen ist. 
300 Meter nördlich des ursprünglichen Wohnplatzes wurde eine neue Straße gebaut, die am 11. September 1971 nach dem Ort benannt wurde und an der in den Folgejahren eine neue Ein- und Mehrfamilienhaussiedlung errichtet wurde.

## Lage und Beschreibung
Die Ortslage befand sich im Wohnquartier Nächstebreck-West im Stadtbezirk Oberbarmen auf einer Höhe von 278 m ü. NHN gegenüber der Einmündung der Straße Immenweg in die Gennebrecker Straße direkt an der heute dort verlaufenden Bundesautobahn 46. Historische Wohngebäude des ursprünglichen Wohnplatzes sind nicht mehr erhalten, sondern wurden im Rahmen des Baus der Bundesstraße 326 in den 1960er Jahren abgetragen, die 1972 zur Bundesautobahn aufgestuft wurde. 
Benachbarte Ortslagen, Hofschaften und Wohnplätze sind Einern, Schraberg/Dellbusch, Lehmkuhle, Heide, Ochsenkamp, Haarhauserbruch, Rothenbach und Haarhausen.
Nach der Ortslage ist die Kleinraststätte Sternenberg im Nahbereich und die Einhausung Sternenberg unmittelbar am ursprünglichen Hofbereich benannt.

## Geschichte
Der Ort selbst bestand 1704 aus ein bis zwei Hofgütern. Er gehörte bis 1807 der Gennebrecker Bauerschaft innerhalb des Hochgerichts und der Rezeptur Schwelm des Amts Wetter in der Grafschaft Mark an. Von 1807 bis 1814 war Am Hagen aufgrund der napoleonischen Kommunalreformen im Großherzogtum Berg Teil der Landgemeinde Gennebreck innerhalb der neu gegründeten Mairie Hasslinghausen im Arrondissement Hagen, die nach dem Zusammenbruch der napoleonischen Administration nun der Bürgermeisterei Haßlinghausen (ab 1844 Amt Haßlinghausen) im Landkreis Hagen (ab 1897 Kreis Schwelm, ab 1929 Ennepe-Ruhr-Kreis) angehörte.
Der Ort ist auf der Preußischen Uraufnahme von 1843 als Am Herrenberg und auf dem Wuppertaler Stadtplan von 1930 als Sternenberg eingetragen. Die Grenze Gennebrecks zur Stadt Barmen verlief bis 1929 direkt an der Hofstelle.
Das Gemeindelexikon für die Provinz Westfalen gibt 1885 für Sternenberg eine Zahl von acht Einwohnern an, die in zwei Wohnhäusern lebten.  1895 besitzt der Ort ein Wohnhaus mit sechs Einwohnern, 1905 zählt der Ort ein Wohnhaus und vier Einwohner.
Der Fahrweg am Hof vorbei wurde Anfang des 20. Jahrhunderts zur Gennebrecker Straße ausgebaut.
Mit der Kommunalreform von 1929 wurde der südliche Teil um Sternenberg von Gennebreck abgespalten und in die neu gegründete Stadt Wuppertal eingemeindet.
Die nach dem Ort benannte Kleinraststätte Sternenberg wurde zusammen mit dem Autobahnbau angelegt, in dessen Rahmen auch der Ort niedergelegt wurde. Die Einhausung Sternenberg wurde erst im Jahr 2006 gebaut.

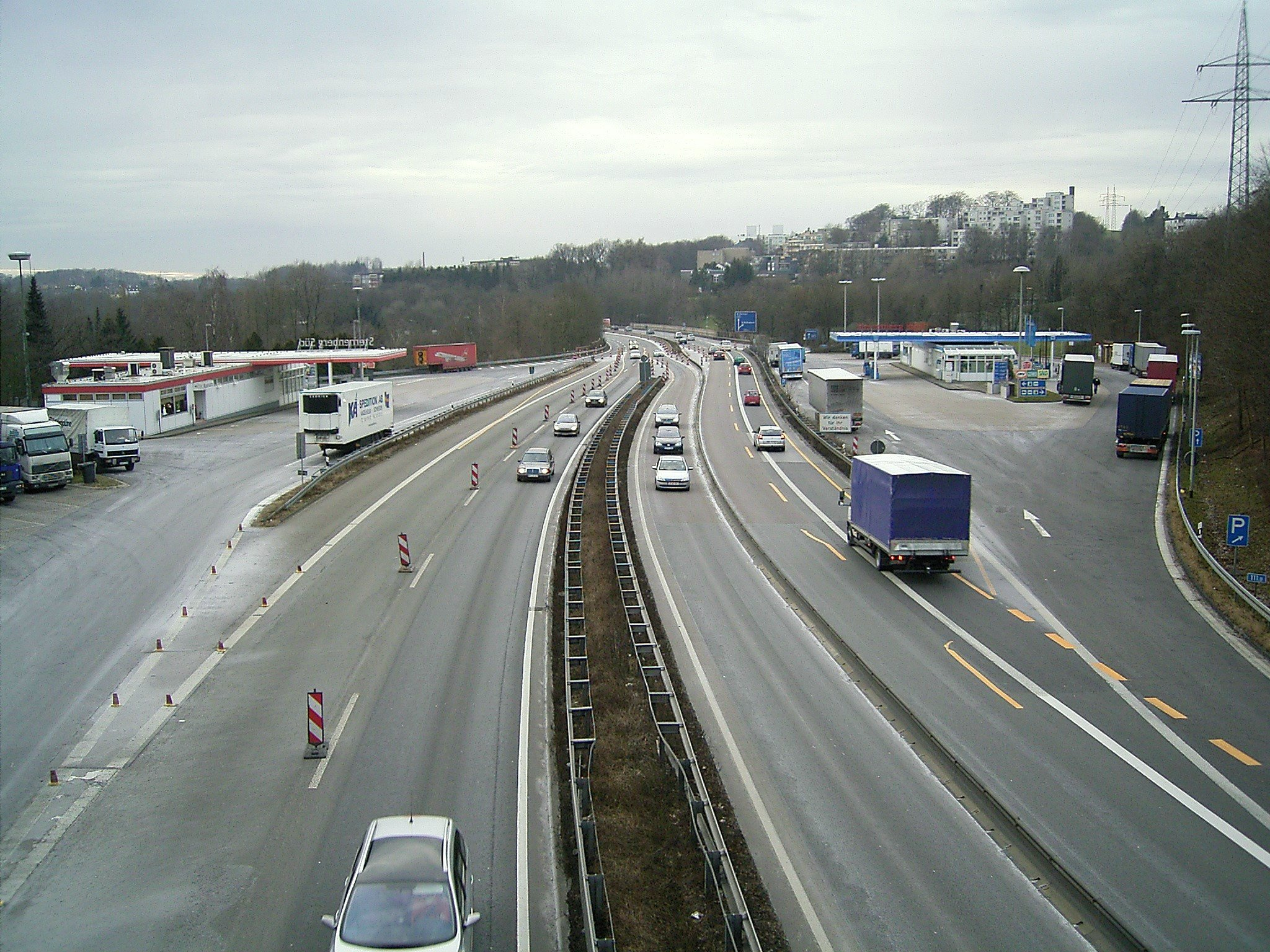
Die Kleinrastanlage Sternenberg
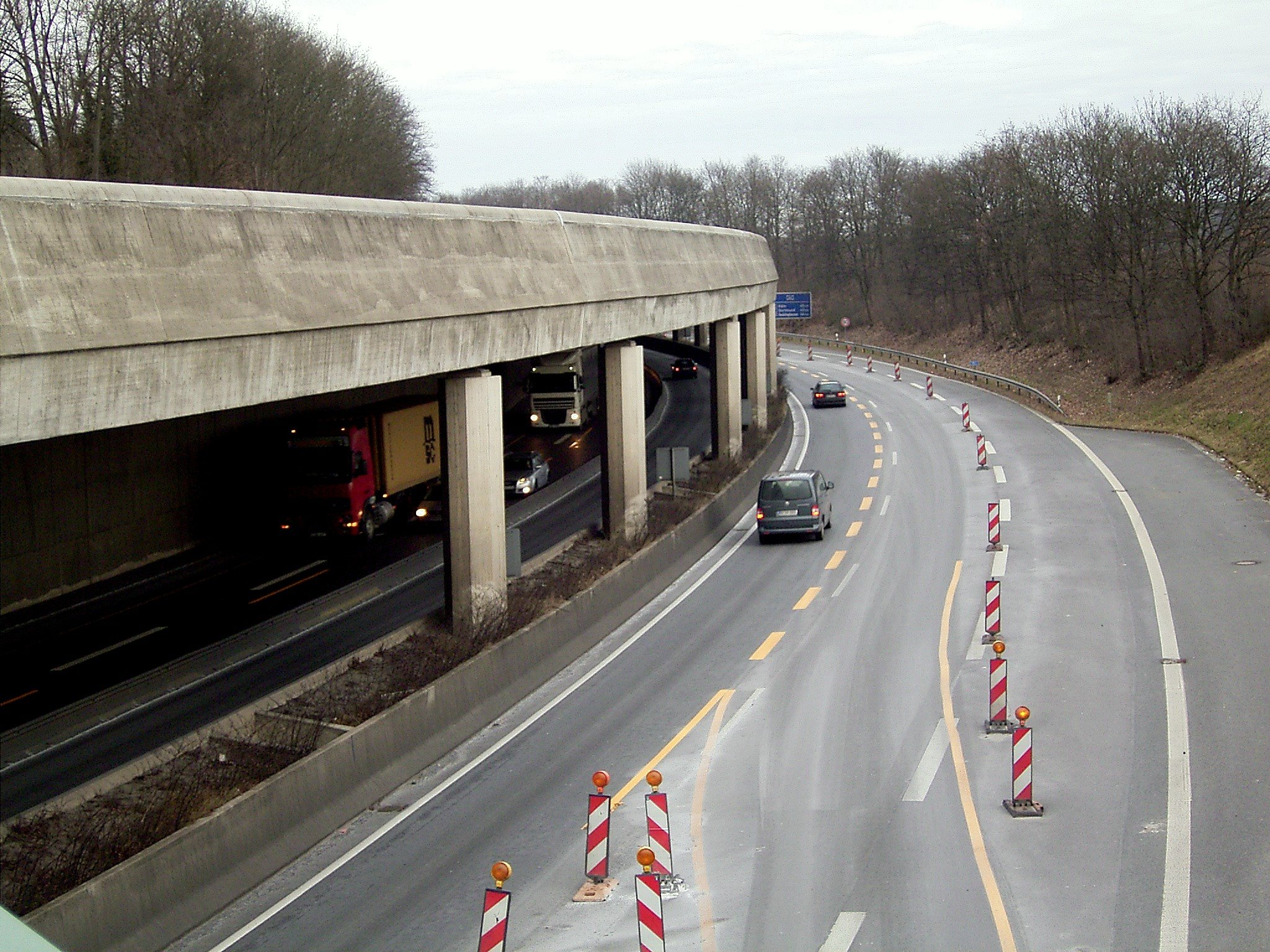
Die Einhausung Sternenberg